# Fakaofo (localidad)
Fakaofo es el nombre que recibe un pueblo en el atolón de Fakaofo en el territorio dependiente de Tokelau que es administrado por Nueva Zelanda. Se encuentra al noroeste del atolón. Se destaca por un monumento que consiste en una losa de coral personificando a Tui Tokelau, un "dios" adorado antes de la llegada del cristianismo en las islas.
La pesca es importante para la economía local y el suministro de alimentos. El pueblo está situado en el lado norte de la isla, en la laguna, y hay un pequeño muelle para embarcaciones. En Fakaofo esta la única escuela del atolón, así como el hospital y la oficina de la empresa nacional de telecomunicaciones Teletok. Existen varios viajes diarios de un barco entre Fenua Fala y Fale.